# Владислав Карасяк
Владислав Карасяк (пол. Władysław Karasiak; нар. 8 січня 1899, Лодзь, Польща — пом. 11 серпня 1976, Лодзь, Польща) — польський футболіст, захисник, виступав у національній збірній Польщі (1924—1934).

## Життєпис
Незважаючи на виступи в декількох клубах з Лодзі, проте асоціювався саме з ЛКС. Незважаючи на відсутність регулярного місця в складі національної команди, вважався одним з найкращих захисників Польщі. Мав тривалу спортивну кар'єру, до 1939 року виступав за ЛКС (Лодзь).
У футболці збірної дебютував у 1924 році в поєдинку проти Туреччини, а востаннє одягнув футболку «репрезентації» через десять років. Загалом у біло-червоній футболці зіграв 12 офіційних матчів.
У 1934 році разом з Антонієм Галецьким тренував першоліговий ЛКС (Лодзь).
Постановою Президії Крайової Ради Народової від 8 червня 1946 року, за поданням Центрального комітету молодіжних організацій ТУР, нагороджений Срібним хрестом Заслуги за видатну спортивну діяльність у складі трудового спорту протягом 25 років.
Його поховали на кладовищі Долі в Лодзі.